# Billenhäger Forst
Billenhäger Forst este o arie protejată (arie specială de conservare — SAC, sit de importanță comunitară — SCI) din Germania întinsă pe o suprafață de 870 ha, integral pe uscat.

## Localizare
Centrul sitului Billenhäger Forst este situat la coordonatele 54°05′50″N 12°22′27″E / 54.0972°N 12.3742°E.

## Înființare
Situl Billenhäger Forst a fost declarat sit de importanță comunitară în aprilie 2004 pentru a proteja un număr necunoscut de specii din flora spontană și fauna sălbatică aflate în arealul zonei. Situl a fost protejat și ca arie specială de conservare în august 2016.

## Biodiversitate
Situată în ecoregiunea continentală, aria protejată conține 5 habitate naturale: Lacuri eutrofice naturale cu vegetație de tip Magnopotamion sau Hydrocharition, Păduri de fag Luzulo-Fagetum, Păduri de fag Asperulo-Fagetum, Păduri de stejar sau de stejar și carpen sub-atlantice și medio-europene de Carpinion betuli, Mlaștini împădurite.
La baza desemnării sitului se află un număr nedeclarat de specii protejate: